# Carlos Roseti
Carlos Roseti fue Intendente de la Ciudad de Buenos Aires, Argentina entre 1904 y 1906, durante la presidencia de Manuel Quintana.
Sucedió a Alberto Casares en su cargo, y durante su gestión se pueden resaltar los siguientes hechos: la compra en 1904 de 80 hectáreas en el actual barrio de Núñez a la sucesión de Diego White, donde se construiría 20 años después la Escuela de Mecánica de la Armada; y la colocación de la piedra fundamental del Colegio de La Salle en el barrio de Flores, en 1905.

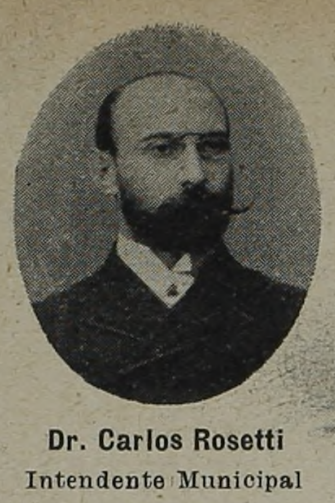
Carlos Roseti, intendente de Buenos Aires, en 1904.

Con la muerte de Quintana y la asunción de la Presidencia por el vicepresidente José Figueroa Alcorta, fue sucedido de forma interina por Manuel Obarrio.